# ستيف ويلكينسون
ستيف ويلكينسون (بالإنجليزية: Steve Wilkinson)‏ (1 سبتمبر 1968 في المملكة المتحدة - ) هو لاعب كرة قدم بريطاني في مركز الهجوم. لعب مع بريستون نورث إيند وليستر سيتي ونادي تشيسترفيلد ونادي كرو ألكساندرا ونادي مانسفيلد تاون.

## وصلات خارجية
- ستيف ويلكينسون على موقع قاعدة بيانات كرة القدم.إي يو (الإنجليزية)